# أحمد بن سعد
أحمد بن سعد بن عبد الله (1934-17 سبتمبر 2004) هو شاعر شعبي ومجاهد جزائري.

## حياته ونشأته
ولد بريف أولاد سيدي عبيد بمنطقة القصير من مدينة بئر العاتر ولاية تبسة سنة 1934، في عائلة اشتهرت بالشعر، فقد كان والده سعد بن عبد الله شاعرًا وكذلك جده؛ وقد سماه والده على اسم الشاعر أحمد بن عبد الله الربيعي العبيدي تبركا به، نشأ الشاعر في كنف والده حيث ظهر نبوغه في الشعر في سن مبكرة ولما بلغ من العمر 21 سنة التحق بصفوف الثورة التحريرية سنة 1955 حتى الاستقلال واستمرّ حتى 1969 في صفوف الجيش الوطني الشعبي وبعدها قضى حياته شاعرًا إلى ان وافته المنية في 17 سبتمبر 2004.